# Olderup
Olderup település Németországban, Schleswig-Holstein tartományban. Lakosainak száma 456 fő (2023. december 31.).

## Népesség
A település népességének változása:
| Lakosok száma | 332  | 443  | 444  | 458  | 457  | 469  | 456  |
|               | 1975 | 2014 | 2017 | 2019 | 2021 | 2022 | 2023 |